# James Otis (acteur)
Pour les articles homonymes, voir James Otis et Otis.
James Otis, né le 16 mars 1948 à Stamford (Connecticut) et mort le 3 mars 2020, est un acteur américain né à New York. Il apparaît pour la première fois à l'écran en 1976 dans Dragonfly puis dans un épisode de la série Profiler en 1998.
En 2010, il joue Famine, un des 4 cavaliers de l'apocalypse dans les épisodes 14 et 20 de la saison 5 de la série Supernatural.

## Filmographie
- 1998 : Another Day In Paradise
- 2003 : La Maison de l'Étrange (Inhabited) : Mr. Stevenson
- 2003 : New York, unité spéciale (saison 5, épisode 8) : révérend Mitchell Shaw
- 2006 : Le Prestige
- 2006 : Le Dahlia noir
- 2008 : Dark Streets (en), de  Rachel Samuels